# Rue Stanislas-Baudry
La rue Stanislas-Baudry est une voie de Nantes, en France.

## Situation et accès
Située dans le quartier Malakoff - Saint-Donatien, l'artère est une voie bitumée, ouverte à la circulation automobile. Rectiligne, elle relie l'allée Commandant-Charcot à la place Sophie-Trébuchet.
Longée sur une grande partie de son tracé par le lycée Georges-Clemenceau à l'ouest et le jardin des plantes à l'est (un portail d'honneur du jardin se trouve dans la partie nord de l'artère dans l'axe de la rue Georges-Clemenceau), elle rencontre, du nord au sud, les rues Georges-Clemenceau, Écorchard et de Richebourg.

## Origine du nom
Elle rend hommage à Stanislas Baudry, médecin, colonel du premier empire et homme d'affaires, pionnier des transports en commun à Nantes, qui fut propriétaire de bains-publics situés à proximité, rue de Richebourg.

## Historique
L'artère fut percée en 1855, sur des terrains dépendant jusqu'alors du lycée Georges-Clemenceau et qui isola ainsi définitivement celui-ci du jardin des plantes attenant. Cette nouvelle rue engloba également l'ancienne « rue du Seil » (dont le nom rappelle l'existence d'un ruisseau qui disparut lors du percement de la voie) qui se trouvait dans sa partie sud, permettant ainsi son débouché sur le quai Richebourg (actuelle « allée Commandant-Charcot »).
Entre 1856 et 1894, la voie est appelée « rue de Flore », du fait de sa proximité avec le jardin des plantes, puis à la suite des modifications, le conseil municipal lui attribue, le 21 février 1894, son nom actuel.

## Bâtiments remarquables et lieux de mémoire
- Au no 1, se trouve le siège de la Direction régionale des Affaires culturelles (DRAC) des Pays de la Loire.
- Sur un des piliers du portail d'honneur du jardin des plantes figure un médaillon représentant Élisa Mercœur (1809-1835), poétesse d'origine nantaise morte à Paris et enterrée au Père-Lachaise. La plaque, sculptée par Sébastien de Boishéraut, a été apposée à l'initiative de la mairie de Nantes en 1909, à l'occasion du centenaire de la naissance de l'auteure[3].